# Podmiot wykonujący działalność leczniczą
Podmiot wykonujący działalność leczniczą – zgodnie z ustawą o działalności leczniczej jest to jeden z poniższych podmiotów:
- praktyka zawodowa lekarza lub lekarza dentysty
- praktyka zawodowa pielęgniarki lub położnej
- praktyka zawodowa fizjoterapeuty
- praktyka zawodowa diagnosty laboratoryjnego
- podmiot leczniczy.